# Datiksjöarna
Datiksjöarna är en sjö i Vilhelmina kommun i Lappland och ingår i Ångermanälvens huvudavrinningsområde. Sjön har en area på 1,45 kvadratkilometer och ligger 349,1 meter över havet. Sjön avvattnas av vattendraget Datikån.

## Delavrinningsområde
Datiksjöarna ingår i det delavrinningsområde (719213-150494) som SMHI kallar för Utloppet av Datiksjöarna. Medelhöjden är 386 meter över havet och ytan är 12,88 kvadratkilometer. Räknas de 8 avrinningsområdena uppströms in blir den ackumulerade arean 96,06 kvadratkilometer. Datikån som avvattnar avrinningsområdet har biflödesordning 2, vilket innebär att vattnet flödar genom totalt 2 vattendrag innan det når havet efter 309 kilometer. Avrinningsområdet består mestadels av skog (78 procent). Avrinningsområdet har 1,41 kvadratkilometer vattenytor vilket ger det en sjöprocent på 10,9 procent.